# Mirador del Potrero
El Mirador de La Punta es un mirador natural ubicado en las Sierras de San Luis, Argentina.
Se encuentra a unos 20 km al norte de la ciudad de San Luis, al que se accede desde la RP 3 en las cercanías de la ciudad de La Punta. También se puede llegar desde Potrero de los Funes.

## Tour de San Luis
El camino de ascensión desde la RP 3, ha sido utilizado como final de etapa en el Tour de San Luis de ciclismo. Subiendo por esa vertiente de la sierra, el ascenso es de 4,8 km con una pendiente media del 6,7 %.

### Ganadores en el Mirador del Potrero
De las 9 ediciones que se llevan disputadas, en todas, el Mirador ha sido final de etapa y estos han sido los ciclistas que ganaron dicha etapa:

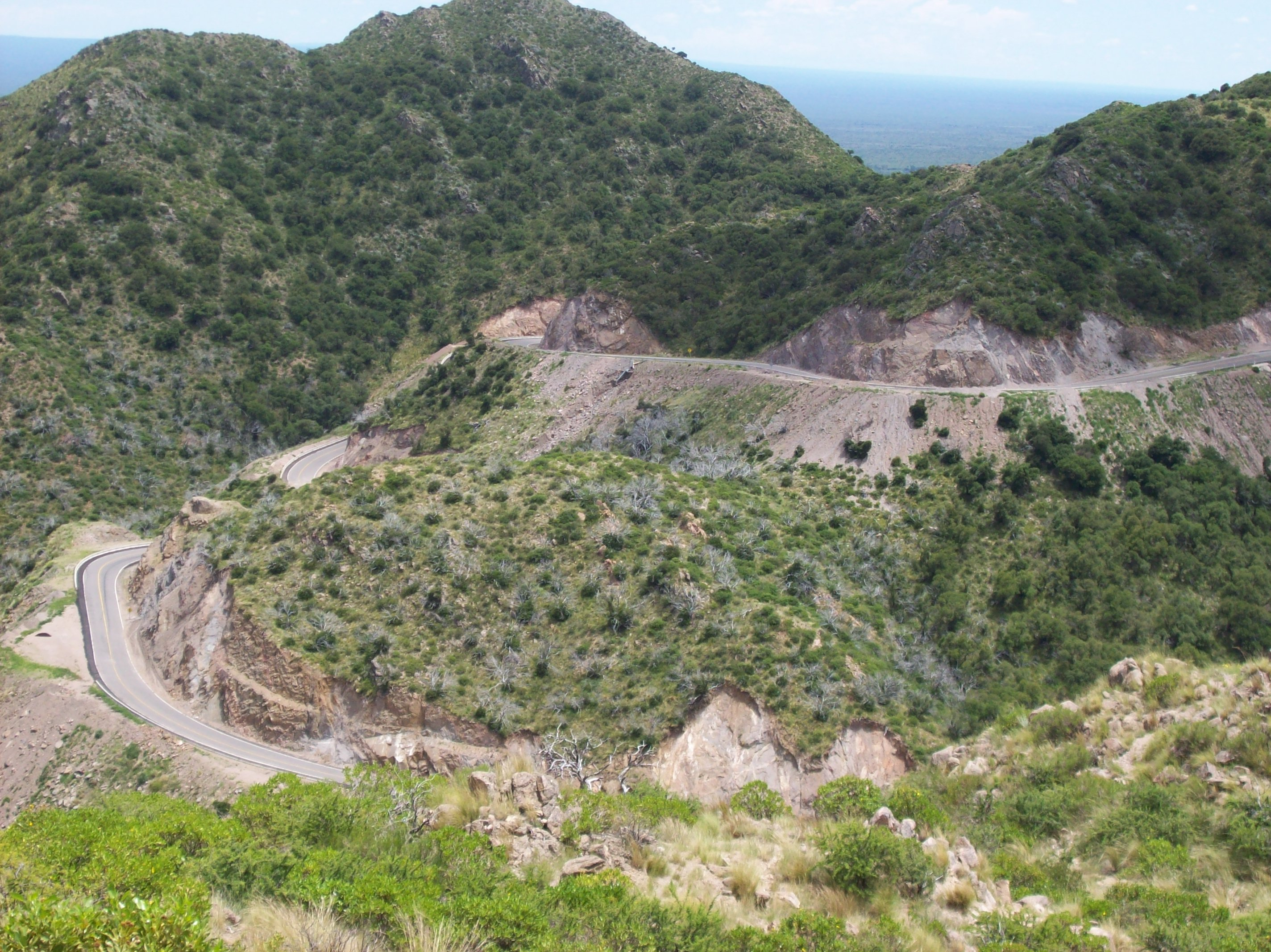
Subida hacia el Mirador del Potrero

| Año  | Ciclista              | Nacionalidad   | Equipo                                          |
| ---- | --------------------- | -------------- | ----------------------------------------------- |
| 2007 | Jorge Giacinti        | Argentina      | Líder Presto                                    |
| 2008 | Carlos José Ochoa     | Venezuela      | Serramenti PVC Diquigiovanni-Androni Giocattoli |
| 2009 | Lucas Sebastián Haedo | Argentina      | Colavita-Sutter Home                            |
| 2010 | Rafael Valls          | España         | Footon-Servetto                                 |
| 2011 | José Serpa            | Colombia       | Androni Giocattoli                              |
| 2012 | Levi Leipheimer       | Estados Unidos | Omega Pharma-QuickStep                          |
| 2013 | Alex Diniz            | Brasil         | Funvic Brasilinvest-São José dos Campos         |
| 2014 | Julián Arredondo      | Colombia       | Trek Factory Racing                             |
| 2015 | Daniel Díaz           | Argentina      | Funvic-São José dos Campos                      |

## Automovilismo
En 2013, el Súper TC 2000 realizó una trepada al Mirador del Potrero, luego de disputada la última fecha en el Autódromo Internacional de Potrero de los Funes. En 2014 se realizó la "Trepada de La Punta – Sólo para valientes" como cierre de la Semana de la Velocidad de San Luis, con la presencia de competidores de Súper TC 2000 y el Campeonato Argentino de Rally, así como un duelo entre los veteranos Juan María Traverso y Gabriel Raies.